# Chi phí vốn bình quân gia quyền
Trung bình trọng số chi phí vốn (weighted average cost of capital, WACC)
WACC = chi phí sử dụng vốn trung bình của doanh nghiệp.
Doanh nghiệp có 2 nguồn gọi vốn chính:
- Vay thương mại => chi phí của khoản nợ (cost of debt) là lãi suất của khoản vay (1-tax)*lãi suất; và,
- Vốn góp cổ đông => chi phí vốn cổ phần (cost of equity) là thu nhập mong muốn của cổ đông.
WACC có thể tính bằng chi phí sử dụng trung bình của hai nguồn vốn trên.
WACC = re * E/(E+D) + rD(1-TC)* D/(E+D)
Trong đó:
re: tỷ suất thu nhập mong muốn của cổ đông
rD: lãi suất mong muốn của chủ nợ
E: giá thị trường cổ phần của công ty
D: giá thị trường nợ của công ty
TC: thuế suất thuế thu nhập doanh nghiệp
re = [Div0(1+g)/P0] + g
Trong đó: 
P0 là giá cổ phiếu của doanh nghiệp tại thời điểm gốc
Div0 là cổ tức của cổ phiếu doanh nghiệp tại thời điểm gốc
g: tỷ lệ tăng trưởng dự kiến của cổ tức.